# NGC 6835
NGC 6835 est une galaxie spirale barrée vue par la tranche et située dans la constellation du Sagittaire. Sa vitesse par rapport au fond diffus cosmologique est de 1 399 ± 16 km/s, ce qui correspond à une distance de Hubble de 20,6 ± 1,5 Mpc (∼67,2 millions d'al). NGC 6835 a été découverte par l'astronome français Édouard Stephan en 1881.
La classe de luminosité de NGC 6835 est I et elle présente une large raie HI. NGC 6835 émet aussi dans l'infrarouge. Sa luminosité dans l'infrarouge lointain (de 40 à 400 µm) est égale à 15 × 109 {\displaystyle L_{\odot }} (1010,18{\displaystyle L_{\odot }}) et sa luminosité totale dans l'infrarouge (de 8 à 1 000 µm) est de 21 × 109 {\displaystyle L_{\odot }} (1010,32{\displaystyle L_{\odot }}).
À ce jour, cinq mesures non basées sur le décalage vers le rouge (redshift) donnent une distance de 11,720 ± 6,569 Mpc (∼38,2 millions d'al), ce qui est à l'extérieur des valeurs de la distance de Hubble. Puisque cette galaxie est relativement rapprochée du Groupe local, cette distance est peut-être plus près de sa distance réelle que la distance de Hubble.

## Supernova
La supernova SN 1962J a été découverte dans NGC 6835 le 28 aout 1962 par l'astronome suisse Paul Wild de l'université de Berne. Le type de cette supernova n'a pas été déterminé.